# Pablo García Baena
Pablo García Baena (Còrdova, 29 de juny de 1923 - Còrdova, 14 de gener de 2018) fou un poeta espanyol, pertanyent al Grupo Cántico.

## Biografia
Nascut el 29 de juny de 1923 a la ciutat de Còrdova va assistir de nen al col·legi Hermanos López Diéguez i va cursar el batxillerat al col·legi Francès, amb els Germans Maristes i al col·legi de l'Assumpció. Va estudiar pintura i història de l'art a l'Escola d'Arts i Oficis de Còrdova, on va fer amistat amb el pintor Ginés Liébana.
Començà a freqüentar la Biblioteca Provincial, on coneix al també poeta Juan Bernier, que el va fer descobrir les lectures de Marcel Proust, Juan Ramón Jiménez, Pedro Salinas, Jorge Guillén i sobretot Luis Cernuda. Començà a publicar en la premsa local amb poemes i dibuixos, firmats sovint amb una única "I majúscula" o amb el pseudònim Luis de Cárdenas, a les revistes Caracola, en El Español i en La Estafeta Literaria.
El 1942 va estrenar a Còrdova una versió teatral sobre quatre poemes de Sant Joan de la Creu. Remor oculta, ela seu primer recull de poemes, va aparèixer en la revista Fantasía el gener de 1946. El 1947 ell i el seu amic Ricardo Molina van concórrer al Premi Adonáis de poesia, sense èxit, per la qual cosa van decidir crear la seva pròpia revista juntament amb els poetes Juan Bernier, Julio Augmenti i Mario López i els pintors Miguel del Moral i Ginés Liébana: Cántico (Còrdova, 1947-1949 i 1954-1957), que serà una de les més importants de la Postguerra espanyola. Aquests autors seran coneguts des de llavors com a Grupo Cántico.
Cántico reivindicava una major exigència formal i estètica i una major sensualitat, i enllaçava amb la poesia de la Generació del 27, especialment amb Luis Cernuda; barroca, exaltada i vitalista, la seva poesia va influir entre les generacions més joves servint de pont entre els Novísimos i la Generació del 27. Entre Óleo, de 1958, i Almoneda, de 1971, va sostenir un llarg silenci poètic, trencat ja definitivament després d'aquest últim llibre. És col·laborador de diferents diaris nacionals i realitza lectures i conferències en els centres culturals espanyols.
El 1984 va rebre el Premi Príncep d'Astúries de les Lletres per la seva perseverança en el cultiu d'una actitud estètica independent i per la seva influència en els nous corrents de la poesia espanyola.
Actualment és membre de la Comissió Assessora del Centre Andalús de les Lletres del que és director. La seva poesia posseïx un accent gongorà i sensualitat, i inclou la temàtica religiosa dels ritus i les processons.

## Obra publicada

### Poesia
- Rumor oculto, a la revista Fantasía (Madrid), 1946.
- Mientras cantan los pájaros, a la revista Cántico (Còrdova), 1948.
- Antiguo muchacho, Madrid, Rialp, 1950, Adonais.
- Junio, Màlaga, Col. A quien conmigo va, 1957
- Óleo, Madrid, Col. Ágora, 1958
- Antología poética, Còrdova, Ayuntamiento de Bujalance, 1959
- Almoneda (12 viejos sonetos de ocasión), Màlaga, El Guadalhorce, 1971
- Poesías (1946-1961), Màlaga, Ateneo de Málaga, 1975
- Antes que el tiempo acabe, Madrid, Ediciones Cultura Hispánica, 1978
- Tres voces del verano, Màlaga, Col. Villa Jaraba, 1980
- Poesía completa (1940-1980), introducció de Luis Antonio de Villena, Madrid, Visor Libros, 1982, Visor de poesía
- Gozos para la Navidad de Vicente Núñez, Madrid, Hiperión, 1984. 2.ª edición: Sevilla, Fundación El Monte, 1993
- El Sur de Pablo García Baena (Antología), introducció d'Antonio Rodríguez Jiménez, Còrdova, Ayuntamiento de Córdoba / Ediciones de la Posada, 1988
- Antología última, Màlaga, Instituto de Educación Secundaria Sierra Bermeja, 1989, Col. Tediria
- Fieles guirnaldas fugitivas, Melilla, Ciudad Autónoma de Melilla, Ayuntamiento de Melilla, 1990, Rusadir
- Prehistoria, Còrdova, Ayuntamiento de Córdoba, 1994, Cuadernos de la Posada
- Poniente, Còrdova, Fernán Núñez, 1995, Cuadernos de Ulía
- Como el agua en la yedra (Antología esencial), introducció de Manuel Ángel Vázquez Medel, Sevilla, Fundación El Monte, 1998, La placeta
- Poesía completa (1940-1997), introducció de Luis Antonio de Villena, Madrid, Visor Libros, 1998, Visor de poesía
- Impresiones y paisajes, Cuenca, Ediciones Artesanas, 1999
- Recogimiento (Poesía, 1940-2000), estudi introductori de Fernando Ortiz, bibliografia preparada per María Teresa García Galán, Màlaga, Ayuntamiento de Málaga, 2000, Col. Ciudad del Paraíso
- En la quietud del tiempo (Antología poética), pròleg de José Pérez Olivares, Sevilla, Renacimiento, 2002
- Fieles guirnaldas fugitivas, Melilla, Rusadir, 1990
- Los Campos Elíseos, València, Pre-Textos, 2006

### Prosa
- Lectivo, Jerez de la Frontera, Ayuntamiento de Jerez, 1983, Fin de Siglo
- El retablo de las cofradías (Pregó de Semana Santa a Còrdova, 1979), Còrdova, Diputación de Córdoba, 1984
- Calendario, Màlaga, Col. El Manatí Dorado, 1992
- Ritual, Còrdova, Diputación de Córdoba, 1994
- Los libros, los poetas, las celebraciones, el olvido, pròleg de Rafael Pérez Estrada, Madrid, Huerga & Fierro, 1995, La rama dorada
- Vestíbulo del libro, Màlaga, Junta de Andalucía, Consejería de Cultura, 1995
- Zahorí Picasso, Màlaga, Rafael Inglada Ediciones, 1999